# Bocht van Sint Jacob
De vaargeul Bocht van Sint Jacob is een betonde vaargeul in het Grevelingenmeer in de provincie Zeeland. De Bocht van Sint Jacob loopt vanaf het knooppunt van de vaargeulen Grevelingen en de westelijke voorhaven van de Grevelingensluis, naar een punt ongeveer 5 km noordoostwaarts tot bij de Grevelingendam. Noot: de betonning (met de aanduiding SJ …) is er over een afstand van ongeveer 1½ km, vanaf dat punt splitst de Geul van Herkingen zich in westelijke richting af.
Het water is zoals het hele Grevelingenmeer zout en heeft geen getij. 
De vaargeul Bocht van Sint Jacob is te gebruiken voor schepen tot en met CEMT-klasse III.
De Bocht van Sint Jacob is onderdeel van het Natura 2000-gebied Grevelingen.